# Reprezentacja Meksyku w piłce wodnej mężczyzn
Reprezentacja Meksyku w piłce wodnej mężczyzn – zespół, biorący udział w imieniu Meksyku w meczach i sportowych imprezach międzynarodowych w piłce wodnej, powoływany przez selekcjonera, w którym mogą występować wyłącznie zawodnicy posiadający meksykańskie obywatelstwo. Za jej funkcjonowanie odpowiedzialny jest Meksykański Związek Pływacki (FMN), który jest członkiem Międzynarodowej Federacji Pływackiej.

## Historia
W 1946 reprezentacja Meksyku rozegrała swój pierwszy oficjalny mecz na igrzyskach karaibskich.

## Udział w turniejach międzynarodowych

### Igrzyska olimpijskie
Reprezentacja Meksyku 4 razy występowała na Igrzyskach Olimpijskich. Najwyższe osiągnięcie to 10. miejsce w 1976.

### Mistrzostwa świata
Dotychczas reprezentacji Meksyku 3 razy udało się awansować do finałów MŚ. W 1973, 1975 zajęła 9. miejsce.

### Puchar świata
Meksyk żadnego razu nie uczestniczył w finałach Pucharu świata.

### Igrzyska panamerykańskie
Meksykańskiej drużynie 17 razy udało się zakwalifikować na Igrzyska panamerykańskie. W 1975 zdobyła mistrzostwo.